# Tauriphila risi
Tauriphila risi là loài chuồn chuồn trong họ Libellulidae. Loài này được Martin mô tả khoa học đầu tiên năm 1896.